# Connector DIN

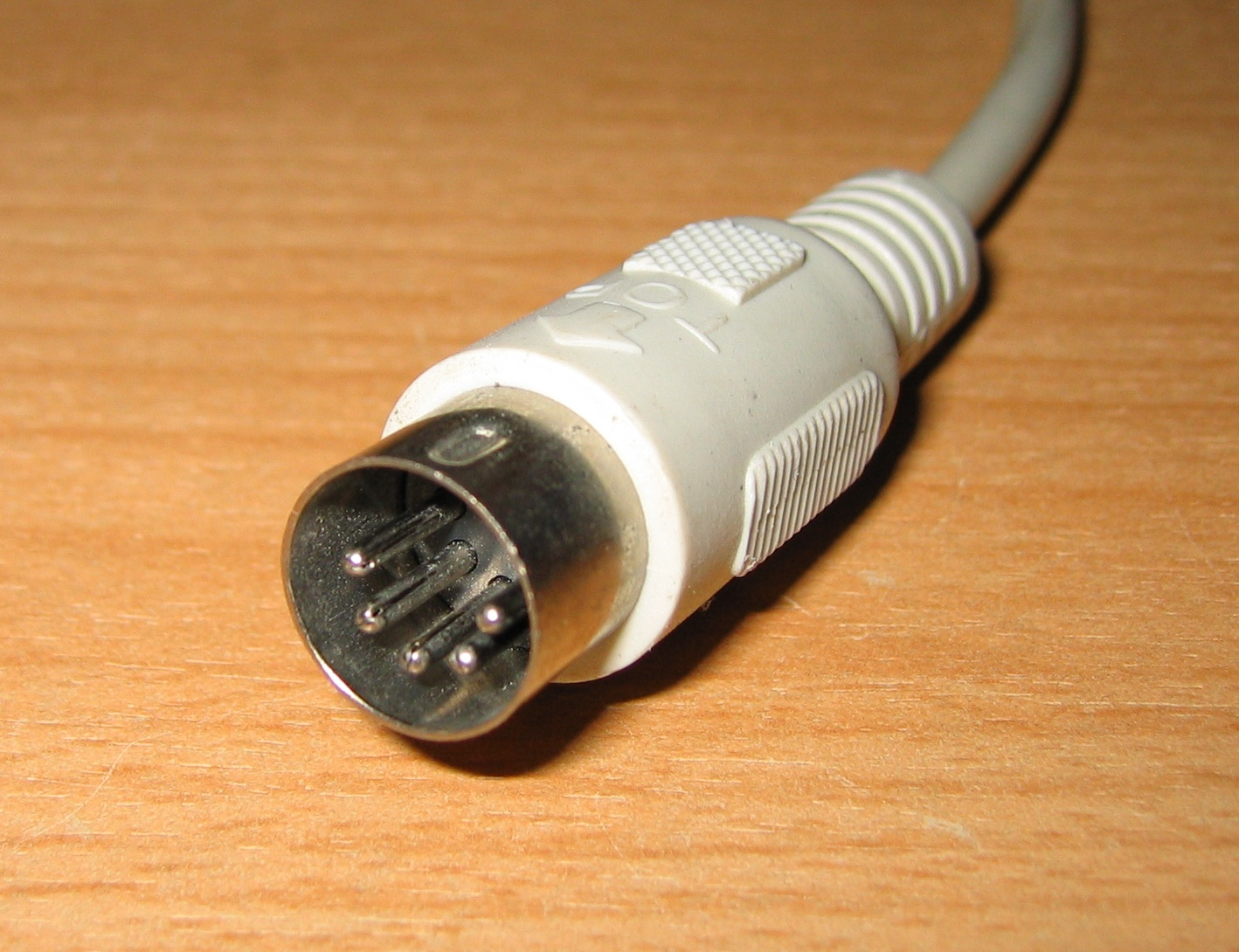
Un connector DIN de 5-pins per a un Teclat d'ordinador.

Un connector DIN és un connector elèctric que va ser originàriament estandarditzat pel Deutsches Institut für Normung (DIN), l'organització d'estandardització alemanya.
Existeixen estàndards DIN per a una gran quantitat de diferents connectors, per tant el terme "Connector DIN" per si només és lleugerament ambigu, ja que no identifica un connector particular si no se li afegeixi un nombre de document que il·lustre del tipus de connector en particular (per exemple "Connector DIN 41524").
En el context d'electrònica de consum, el terme de "connector DIN" es refereix per regla general als connectors amb extrem circular que van ser els que primer es van estandarditzar per DIN per a ser emprats en els senyals d'àudio analògics. Alguns d'aquests connectors van ser usats posteriorment en la transmissió de vídeo analògic i en interfícies digitals com ara MIDI o el connector PS/2 de teclat i ratolí d'IBM. Els sezrches DIN per a aquests connectors no van estar molt temps en premsa i van ser aviat reemplaçats pels equivalents internacionals IEC 60130-9.

## Connectors circulars de ràdio
Tots els connectors mascle (plugs) de la família de connectors tenen extrem de metall amb 13.2 mm de diàmetre amb vores especials per a limitar l'orientació en ser inserits en les ranures. Hi ha un rang de connectors de la mateixa manera que difereixen només en la configuració dels pins i que va ser estandarditzat originàriament a la DIN 41524 (de 3 - i 5 - pins), la DIN 45322 (de 5-pins a 60°), la DIN 45326 (8-pins), la DIN 45329 (7-pins), i altres estàndards per a un rang de diferents aplicacions.
Els connectors consisteixen en una camisa metàl·lica circular per protegir els pins que sobresurten. La camisa metàl·lica està dentada perquè sigui inserida amb l'orientació correcta en el seu endoll i prevenir d'aquesta manera el dany en els aparells elèctrics.
Existeixen set patrons comuns i qualsevol nombre de pins des de tres fins a vuit. Hi ha dos connectors de cinc pins diferents, coneguts en la indústria com 180° i 240° (de vegades anomenat de 270°) intentant esmentar la disposició dels pins. Hi ha alguna lleugera compatibilitat, per exemple un connector de tres pins pot ajustar-se en qualsevol endoll de cinc pins de 180°, permetent que tres dels pins del connector quedin fora de línia, però un de cinc pins no es connecta a un de tres pins. Igual que un de cinc pins encaixa en un endoll de set o de vuit.

## Exemples de connector d'àudio
|  | 3 Sortida del canal de l'esquerra/Mono 5 Sortida del canal de la dreta (només en estero) 2 Terra 4 Entrada del canal dret (només en estèreo) 1 Entrada del canal esquerre/Mono |